# Dél-erdélyi hadjárat (1944)
A dél-erdélyi hadjárat 1944-ben a magyar hadsereg kísérlete volt Dél-Erdély visszafoglalására.

## Előzmények

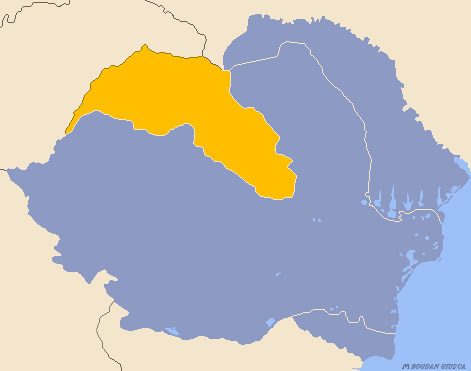
Románia térképe a két világháború között, sárgával bejelölve Észak-Erdély.

1920-ban Magyarország a trianoni békeszerződésnek következtében elvesztette területének mintegy kétharmadát. Az elvesztett területek között volt Erdély teljes területe, kiegészítve az úgynevezett Partiummal (Szatmár, Bihar, Arad és  Máramaros vármegyék, valamint a Bánság egyes területei). Ezeken a területeken sok magyar élt, a határ mentén végig, szétszórtan Erdély területén, valamint a Székelyföldön. A magyar kormány ugyan elfogadta a trianoni békediktátum követeléseit, de egy percig sem tekintette végleges állapotnak. A területi revízióra való törekvés miatt került Magyarország egyre a közelebb a náci Németországhoz, amely szintén elvesztette az első világháborút, és a versailles-i békeszerződés revíziójára törekedett. Magyarország Csehszlovákia feldarabolását (lásd Müncheni egyezmény) követően az első bécsi döntés értelmében visszaszerezte Szlovákia 11 927 km², többségében magyarok által lakott területét, majd 1939 márciusában megszállta a Kárpátalját. Ezután került sor 1940. augusztus 30-án a második bécsi döntésre, melynek értelmében Magyarország visszakapta Észak-Erdélyt: összesen 43 492 km² területet, benne a Székelyfölddel.
Habár elfogadták, a bécsi döntéssel egyik fél sem volt megelégedve. A magyarok azért nem, mert a visszaadott terület Erdély szegényebbik fele volt, és ők egész Erdély nagy részét akarták (Dél-Erdélyben a döntést követően 400 000 magyar maradt), a románok pedig azért, mert a magyarokhoz hasonlóan ők sem tudtak belenyugodni az országuk megcsonkításába. Így, habár a két fél a második világháborúban egy oldalon harcolt, mindketten készültek a leszámolásra.

## A hadjárat
1944. augusztus 23-án Románia a tengelyhatalmak mellől átállt a szövetségesek oldalára. Néhány nap múlva az oroszok megjelentek a székely havasok moldvai oldalán, az erdélyi határon a románok több provokációt hajtottak végre. A koronatanács úgy döntött, hogy Romániának hadat üzenve megpróbálják előbb elérni a Kárpátok déli átjáróit az oroszok előtt. A miniszterelnök ekkor Lakatos Géza volt, aki Vörös János vezérkari főnökre bízta a támadás előkészítését.
Az akciót a 2. magyar hadsereg kezdte meg szeptember 5-én, Kolozsvár és Marosvásárhely térségéből, Torda és Marosludas térségébe támadva. Az előretörést szeptember 8-án megállították, a szovjet csapatok Erdélybe való érkezésének hírére, a hadsereget a Maros és Aranyos vonala mögé rendelték vissza, védelemre. A tordai csata szeptember 13-án kezdődött és a Honvédség kitűnő helytállásának köszönhetően megakadályozták, hogy a szovjet-román csapatok Kolozsvár térségében elvágják a Székelyföldet kiürítő magyar és német csapatok visszavonulását nyugati irányba. Több hétig tartották vissza a többszörös túlerőben lévő ellenséget.Torda eleste után a város hátramaradt magyar lakosságának jelentős részét elvitték malenkij robotra. A környező falvakban a románok több helyen magyarellenes atrocitásokat követtek el.
A második támadást a Bánságban állomásozó németek kezdték meg szeptember 12-én, Temesvár irányában nyomulva előre. Céljuk a Béga- és a Temes-völgy lugosi kijáratának elfoglalása volt, ezzel akarták megakadályozni a Déva felől érkező 53. szovjet hadsereg, illetve a Karánsebes felől előre vonuló 46. szovjet hadsereg bejutását a bánsági síkságra.
A magyar seregek szeptember 12-én megkezdték támadásukat. Feladatuk volt a 2. hadsereg szárnyának biztosítása, a Körösök és a Maros-völgyének lezárása, valamint északról biztosítaniuk kellett a bánsági német támadást. A magyar vezérkar ezenkívül azt is el szerette volna érni, hogy a Maros mentén védekező 2. magyar hadsereget  tehermentesítse. A magyarok egyik célkitűzésüket sem tudták megvalósítani. Habár elérték a folyóvölgyeket, nem tudták ott tartósan megvetni lábukat, és a Torda környékén dúló harcok miatt nem vontak el szovjet erőket a németekkel való harcból.
A románok a magyarok támadása elől visszavonultak, ezzel nagy területek jutottak a magyarok kezére. Szeptember 13-án este az I. magyar páncélos hadosztály bevonult Aradra, ahol virágesővel fogadták a honvédeket. A magyarok elfoglalták Tordát, majd Aranyosgyérest, egészen Nagyenyed északi határáig nyomultak előre. A Marostól délre nyomuló magyar határvadászok Perjámosig vonultak előre, magyar uralom alá került többek között Nagyszentmiklós, Őscsanád és Óbéba. Egy magyar tiszt önkéntesekből alakított különítményével Billédig nyomult előre, elérve a német vonalakat.
A visszaszerzett területeken a magyar lakosság kitörő örömmel üdvözölte a hadsereget. Sok katonának rokona, ismerőse volt a visszafoglalt részeken. A magyarok élelemmel látták el a lakosságot. A román és zsidó lakosság azonban egyáltalán nem örült. Egyes települések, például Világos teljes lakossága elmenekült. Menekülésük azonban nem volt alaptalan, mert a magyar fegyveresek több helyen atrocitásokat követtek el ellenük. A legismertebb eset, amikor a magyar tábori csendőrség összegyűjtötte Nagy- és Kissármás 126 zsidó lakosát, akiket 1944. szeptember 16. éjjelén a magyar honvédség Pusztakamarás határában legyilkolt és az üresen maradt házaikat kifosztották.
A magyar hadsereg megindult Temesvár irányába, de csak Hidasligetig sikerült eljutnia, így nem tudott egyesülni a német sereggel. Temesvárt a németek nem tudták elfoglalni, így azt se tudták megakadályozni, hogy a szovjetek benyomuljanak a Bánságba. Az észak felé vonuló szovjetek egy része Arad felé ment, míg a másik Belényes előtt ütközött a magyar csapatokba. A szovjeteknek két nap alatt sikerült szétszakítaniuk az Aradtól északra levő magyar arcvonalat, majd Pankotánál sikerült két napig tartó csatában visszavonulásra késztetni a magyarokat. Pálosnál a magyarok még megpróbáltak szembeszállni a szovjetekkel, de azok teljesen felőrölték a magyar védelmet. A magyar hadsereg veszteségei ebben a csatában meghaladták az ezer főt. A szeptember 21-éről 22-re virradó éjszaka a magyarok kivonultak Aradról. Az őket üldöző szovjetek még ezen az éjjel elérték Battonyánál a trianoni határt. A magyarok addigra már az összes elfoglalt területről visszavonultak, csak Világos és Aranyosgyéres térségében védekeztek hosszabb ideig. Míg a magyar csapatok Tordánál sikeresen visszaverték a szovjet-román áttörési kísérleteket, addig a Maros-völgyében a síkságon érvényesült a páncélos taktika, és a kibontakozó Nagyvárad–debreceni páncélos csata miatt fel kellett adni Észak-Erdély még magyar kézen lévő részét és Kárpátalját a bekerítés veszélye miatt. Megkezdődött Magyarország „felszabadítása”.